# Budd Schulberg

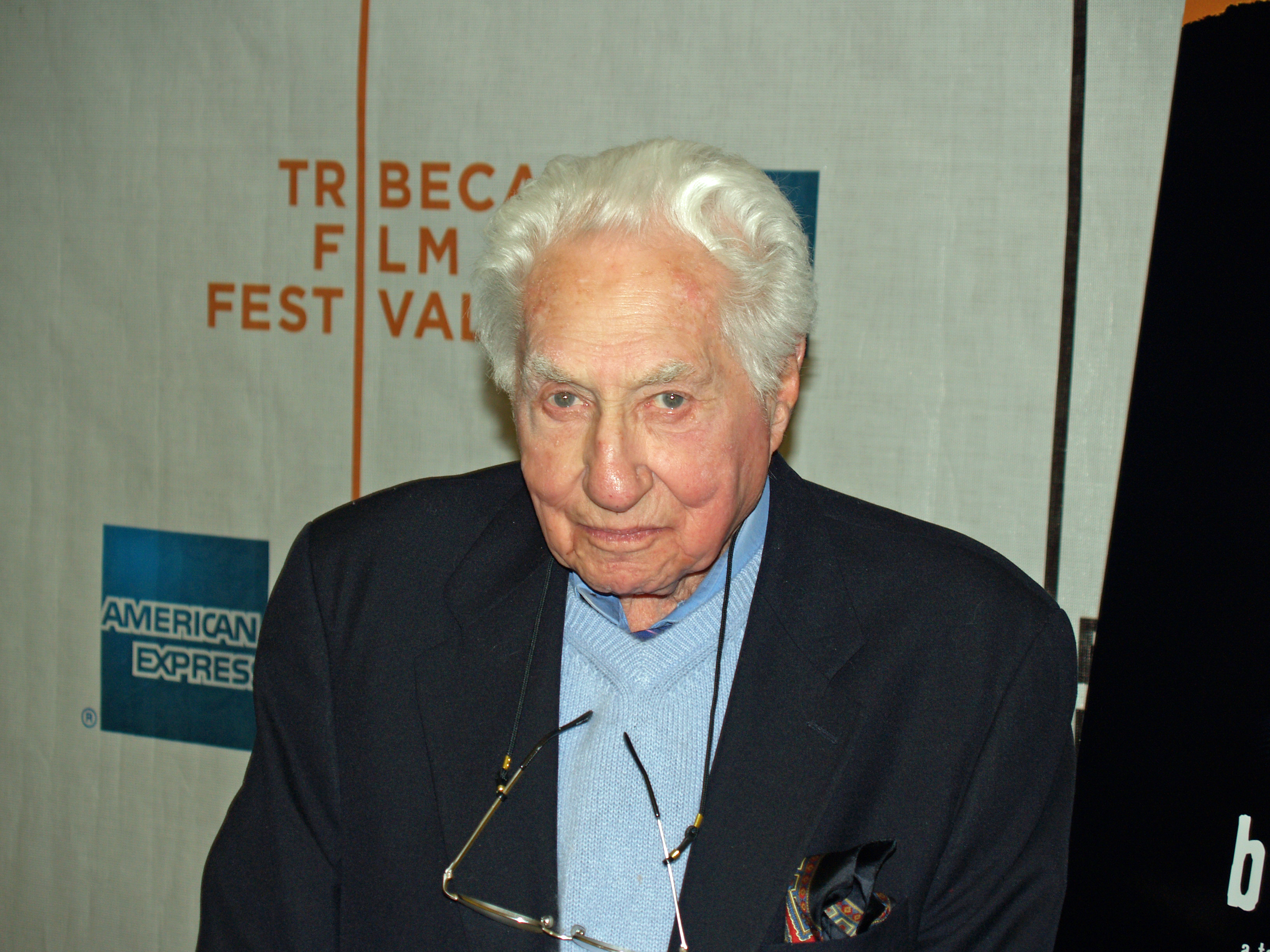
Budd Schulberg (2007)

Seymour Wilson „Budd“ Schulberg (* 27. März 1914 in New York City; † 5. August 2009 in Westhampton Beach, Suffolk County, Long Island) war ein US-amerikanischer Schriftsteller und Drehbuchautor.

## Leben
Budd Schulberg wurde in eine Filmfamilie hineingeboren. Sein Vater B. P. Schulberg war als Filmproduzent ein Pionier in Hollywood, sein jüngerer Bruder Stuart Schulberg ebenfalls Drehbuchautor und Filmproduzent. Er produzierte Filme mit Louis B. Mayer und war neben Adolph Zukor Chef von Paramount Pictures. Schulbergs Mutter war die Schwester von Sam Jaffe.
Schulberg besuchte das Dartmouth College in New Hampshire. Ende der 1930er Jahre schrieb er erstmals an Drehbüchern mit. 1941 veröffentlichte er den Roman What Makes Sammy Run? über den Aufstieg und Fall des jüdischen Jungen Sammy Glick. 
Im Zweiten Weltkrieg arbeitete er beim amerikanischen Geheimdienst Office of Strategic Services (OSS) in der Field Photographic Branch, die unter der Leitung des Regisseurs John Ford stand. Im Rahmen der Recherchen für die Anklage beim Nürnberger Prozess gegen die Hauptkriegsverbrecher im Jahr 1945 suchte er, unter anderem zusammen mit seinem jüngeren Bruder Stuart, als Leiter der Rechercheabteilung nach belastendem Filmmaterial, das vor allem für den Film Der Nazi-Plan verwendet wurde. In diesem Zusammenhang brachte er Leni Riefenstahl nach Nürnberg, die dort in ihrem Propaganda-Film Triumph des Willens wichtige Personen identifizierte. 1951 wurde Schulberg vor das Komitee für unamerikanische Umtriebe gerufen, aufgrund seiner früheren Mitgliedschaft in der kommunistischen Partei der USA. Er stellte sich dem Komitee als Zeuge zur Verfügung und nannte Kollegen, die daraufhin auf die „Schwarze Liste Hollywoods“ kamen. Danach begann die Zusammenarbeit mit Elia Kazan, der ebenfalls Namen für die schwarze Liste als Zeuge genannt hatte. Für Kazan schrieb er das Drehbuch zu Die Faust im Nacken und wurde dafür mit einem Oscar ausgezeichnet. 1957 entstand ein weiterer Film mit Kazan: Ein Gesicht in der Menge.
Budd Schulberg war seit 1978 mit Betsy Anne Langman verheiratet und bekam mit ihr zwei Kinder. Vor dieser Ehe war Schulberg bereits dreimal verheiratet. Von 1964 bis zu ihrem Tode 1977 war er mit der Schauspielerin Geraldine Brooks in dritter Ehe verheiratet.
Für seine Werke, die oft vom Boxen handeln, wurde Schulberg 2003 in die International Boxing Hall of Fame aufgenommen.

## Werke (Auswahl)
- Gesichter in der Menge. 20 Stories. Rütten & Loening, Hamburg 1962
- Asyl Hölle. Roman. C. Bertelsmann Verlag, Gütersloh 1971
- Der Entzauberte. Roman („The Disenchanted“). Goldmann, München 1981, ISBN 3-442-03986-X.
- Die Faust im Nacken. Roman („On the Waterfront“). Droemer Knaur, München 1988, ISBN 3-426-01341-X.
- Schmutziger Lorbeer. Roman („The Harder They Fall“). Zsolnay Verlag, Wien 1994, ISBN 3-552-04617-8.
- Was treibt Sammy an? Roman („What Makes Sammy Run?“). Verlag Kein & Aber, Zürich 2008, ISBN 978-3-0369-5516-2.

## Filmografie (Auswahl)
Drehbuch
- 1937: Ein Stern geht auf (A Star Is Born) (im Abspann nicht erwähnt)
- 1937: Denen ist nichts heilig (Nothing Sacred)
- 1945: Der Nazi-Plan (The Nazi Plan)
- 1954: Die Faust im Nacken (On the Waterfront)
- 1957: Ein Gesicht in der Menge (A Face in the Crowd) – nach seiner Kurzgeschichte „Your Arkansas Traveler“
- 1958: Sumpf unter den Füßen (Wind Across the Everglades)
- 1981: Polizei-Komplott (A Question of Honor)

Literarische Vorlage
- 1956: Schmutziger Lorbeer (The Harder They Fall)